# Гурович, Игорь Витальевич
Гурович Игорь Витальевич (8 мая 1967, Рига) — российский художник-график и дизайнер. В наибольшей степени известен своими плакатными работами. Лауреат множества престижных премий в области дизайна и графики, в том числе премии Московского международного фестиваля рекламы. В 2007 году был избран академиком Академии графического дизайна. В июле 2011 года вошел в состав Совета при Президенте РФ по культуре и искусству. Член Общественного совета Российского еврейского конгресса.

## Биография
Родился 8 мая 1967 года в Риге. Окончил Московское высшее художественно-промышленное училище имени С. Г. Строганова по специальности «дизайн автомобилей». Творческую карьеру начал в качестве театрального художника. В этом качестве работал в России, Латвии и Франции. С 1995 по 2002 годы разрабатывал дизайн книг как арт-директор издательства «ИМА-Пресс». В эти же годы начинается активное участие в дизайнерских биеннале и международных конкурсах (Всероссийская выставка-конкурс «Дизайн», Московский международный фестиваль рекламы, Премия инновационного дизайна «DIA» и Выставка Нью-Йоркского арт-директорского клуба). В то же время проходят первые персональные выставки. Плакатные работы Игоря Гуровича для культурного центра «Дом» приносят ему популярность художника-графика. В 2002 году совместно с Эриком Белоусовым и Анной Наумовой основал дизайн-бюро Ostengruppe. При участии Ostengruppe было создано оформление и фирменный стиль Московского международного кинофестиваля, «Кинотавра» и «Золотого орла». Игорь Гурович руководил созданием фирменного стиля олимпийской сборной России. В 2008 году участвует в создании ZOLOTOgroup, где занимает должность арт-директора. Преподаёт в Школе дизайна НИУ ВШЭ.

## Плакаты (выборочно)
- Плакат к фильму Овсянки (2008)
- Плакат к кинофестивалю Кинотавр в Сочи
- Плакат Музея советских игровых автоматов
- Плакат Y iddish Fest
- Плакат Moscow Biennale of Contemporary Art
- Плакат Мир Michael Kenna
- Плакат Festival Desartset du Cinema Russes
- Плакат Noise of Time
- Плакат спектакля «Школа для дураков»
- Плакат ETHEL
- Плакат Let My People Live!
- Плакат Welcome To Moscow City
- Плакат Sretenka Design Week — Будущее Российского Дизайна
- Плакат выставки Авторской куклы
- Плакат фестиваля Театральное Пространство
- Плакат фестиваля венгерского авангарда Макрокосмос
- Плакат фестиваля Brick Film Festival
- Плакат Памяти Художника Кино Такэо Кимуры
- Плакат фестиваля «ЖИВИ!» https://web.archive.org/web/20131102012128/http://artdacha.org/guron-osharashil/

Все плакаты на ostengruppe.com

## Достижения

### Выставки персональные и в составе студий
- 2000 — Выставка «ИМА-пресс» в Харькове (Украина)
- 2002 — Выставка «ИМА-пресс/Ostengruppe» в Киеве (Украина)
- 2005 — Выставка «Ostengruppe» в Челябинске (Россия)
- 2006 — Выставка «Ostengruppe» в Дюссельдорфе (Германия)
- 2006 — Выставка «Ostengruppe» в Монреале (Канада)
- 2006 — Выставка «Ostengruppe» в Гренобле (Франция)
- 2011 — Персональная выставка в Нижнем Новгороде (Россия)
- 2011 — Выставка «Ostengruppe/ZOLOTOgroup» в Московском музее современного искусства
- 2012 — Персональная выставка в кинотеатре «Пионер», Москва (Россия)
- 2012 — Выставка «Ostengruppe/ZOLOTOgroup» в Гавре (Франция)
- 2012 — Персональная выставка члена международного жюри на Международной биеннале плаката в Варшаве (Польша)
- 2017 — Персональная выставка «Гений Гурона», галерея Art-meeting, Park Inn, Нижний Тагил (Россия)

### Grand Prix
- 1994 — Гран-при Московского международного фестиваля рекламы
- 2000 — Гран-при Всероссийской выставки-конкурса «Дизайн»
- 2012 — Гран-при Московской международной биеннале графического дизайна «Золотая пчела 10». Плакат к спектаклю Петра Фоменко «Одна абсолютно счастливая деревня» в 2013 г. стал эмблемой третьей международной научной конференции «Актуальные проблемы теории и истории искусства»

### Профессиональные награды
Всероссийская выставка-конкурс «Дизайн»
- 1994 — первая премия (совместно с А. Шелютто)
- 1995 — специальный приз
- 2000 — Гран-при и диплом Академии графического дизайна (совместно с Э. Белоусовым и А. Наумовой)

Московский международный фестиваль рекламы
- 1994 — Первая и Вторая премии (1994, совместно с А.Шелютто), Гран-при
- 1995 — Третья премия
- 1998 — Первая и две Третьих премии
- 2001 — Вторая премия
- 2004 — Вторая премия

Выставка Нью-Йоркского арт-директорского клуба
- 1995 — Серебряный приз (совместно с А.Шелютто)

Фестиваль цифровых технологий и компьютерного искусства «Pixel»
- 2003 — Первое место и Приз зрительских симпатий

Премия инновационного дизайна «DIA»
- 2003 — Премия «DIA» в номинации «Графический дизайн» (совместно с А.Наумовой)

Московская международная биеннале графического дизайна «Золотая пчела»
- 1998 — Премия «Золотая пчела» в номинации «Визитные карточки»
- 2006 — Премия «Золотая пчела» в номинации «Плакат»
- 2006 — Премия «Родченко»

Колорадская международная пригласительная выставка плаката
- 2011 — Поощрительная премия

Конкурс на создание архитектурной концепции памятнику упавшему самолету в Перми
- 2011 — Первое место

Международная триеннале экологического плаката «4-й Блок» в Харькове
- 2012 — Третье место в номинации «26. Мир после Чернобыля и Фукусимы»

## Интересное
- Официальный сайт Игоря Гуровича: www.gurovich-igor.com
- Статья о проектах Игоря Гуровича в журнале Сноб
- Игорь Гурович в программе «Лица» на телеканале ДОЖДЬ
- Игорь Гурович в программе «Угол зрения» (недоступная ссылка), Эксперт-ТВ
- Игорь Гурович в программе «Новости», репортаж со встречи Дмитрия Медведева с деятелями современного искусства, «Первый Канал»
- Стенограмма (недоступная ссылка) встречи Дмитрия Медведева с деятелями современного искусства